# بيرسي جونز (لاعب كرة قاعدة)
بيرسي جونز (بالإنجليزية: Percy Jones)‏ هو لاعب كرة قاعدة أمريكي، ولد في 28 أكتوبر 1899 في Harwood, Texas ‏ في الولايات المتحدة، وتوفي في 18 مارس 1979 في دالاس في الولايات المتحدة.

## وصلات خارجية
- بيرسي جونز على موقعبيزبول رفرنس.كوم (الدوري الرئيسي) (الإنجليزية)